# 全民行動、洗脳反対、7月29日、万人大遊行

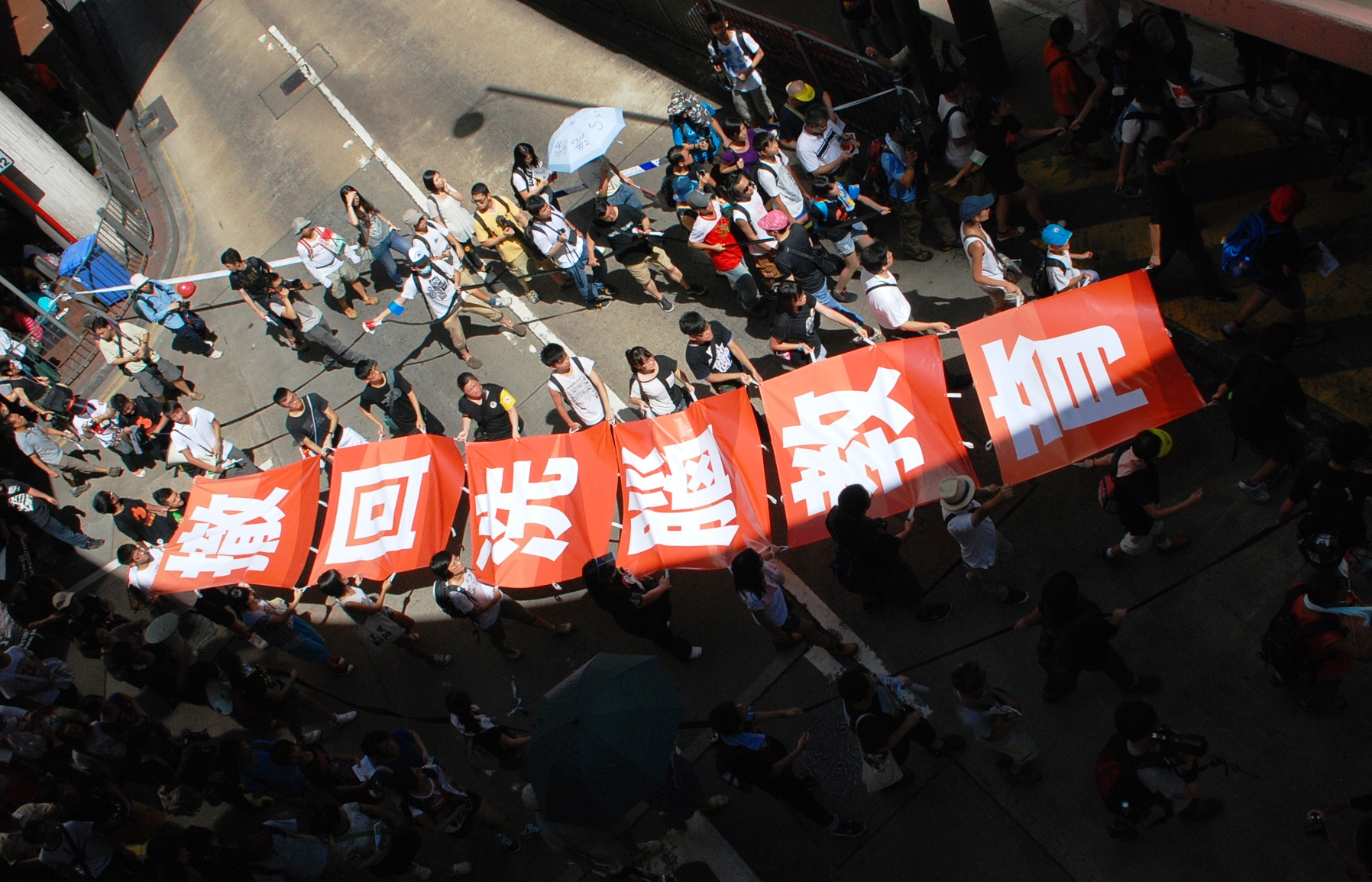
729反洗腦萬人大遊行，要求撤回德育及國民教育科

「全民行動、洗脳反対、7月29日、万人大遊行」は香港で行われた遊行および示威の活動で、一連の反国民教育科運動のひとつである。2012年7月29日午後3時に維園から添馬艦の新政府総部まで行われ、民間反対国民教育科大連盟が主催した。目的は政府に対して德育及国民教育科の撤回を求めることであった。

## 発起の理由
発起組織は、德育及国民教育科が民族主義的な感情の刷り込みを重視していると考えていた。学生に対して中華人民共和国の国民であることを誇りに思わせるよう求めていた。また、香港教育局が資金提供して出版した『中国モデル国情専門教材手冊』の内容は偏向しており、近代中国本土の敏感な事件（八九民運、2009年趙連海拘束事件、劉暁波が2010年ノーベル平和賞受賞、2012年陳光誠訪米事件など）を避け、中華人民共和国成立や中国共産党建国以降の中国の台頭および経済成果を強調し、教師に学生の「愛国心」を評価させることを要求していた。これらの論争により香港社会に強い反響が生じ、多くの人はこの科目に洗脳の要素があると考えた。蘋果日報 (香港)が香港大学に委託して行った調査によると、52%が撤回を求め、支持者は12%であった。

## 主催団体・組織
- 主催：民間反対国民教育科大連盟
  - 構成団体：学民思潮、国民教育保護親の会（中国語版）、香港教育専門職協会（中国語版）、香港専上学生連合（中国語版）、公民教育連席、児童ケアネットワーク、香港キリスト教会学会、香港カトリック正義平和委員会、眾樂教会、合一青年牧養プラットフォーム、学童発展権利連席、華人民主書院、支連会青年部、鍵盤戦線、民間人権前線（中国語版）
- 参加団体：公共専門職連盟、社会主義行動、新婦女協進会、青年連社、国際特赦組織、香港社会福祉学生連合、香港理工大学香港専上学院社会関心組、大専行動、知行教育連社、三師会、キリスト路小教会、香港自治運動、企会財課程関心組、教育進歩同盟、キリスト教社会福祉、香港キリスト教学生運動、民主党、公民党、労働党、新民主同盟、民協、社民連、人民力量、民主陣線、107動力

## 時間
2012年7月29日午後2時半集合、午後3時に遊行開始、午後4時半ごろ先頭（学民思潮）が政府総部に到着して集会開始、午後7時ごろ最後尾が到着、午後7時半解散。

## ルート
2012年7月1日大遊行：
1. 銅鑼湾維多利亜公園（中国語版）（維園）
2. 銅鑼湾糖街（中国語版）（後から出発した者は警察の指示により高士威道経由）
3. 銅鑼湾怡和街
4. 灣仔軒尼詩道
5. 金鐘道（中国語版）
6. 金鐘樂禮街（中国語版）
7. 金鐘夏慤道（中国語版）
8. 添馬艦（中国語版）添美道（中国語版）
9. 添馬艦（中国語版）新政府総部（中国語版）

## 参加人数
- 予想人数
  - 大会：1万人（香港警務處（中国語版）に申請した時の予測）
    - 學民思潮（中国語版）は大会の予想人数に応じて、7000部の会場誌を印刷Template:來源請求
- 実際の人数[4]
  - 大会：少なくとも9万人
  - 警察：維園出発時1万9000人、ピーク時3万2000人

## 反響

### メディアの反応
大部分の香港報章は大きく掲載し、遊行を一面で報道。蘋果日報は13ページにわたり報道したが、月初の七一大遊行のように特集としてではなかった。一方、文匯報などは大きく掲載せず、一面報道も行わなかった。
Googleの検索結果によれば、今回の遊行は200以上の国際メディアで報道された。報道したメディアにはニューヨークタイムズ、英國廣播公司、金融時報、有線電視新聞網、路透社、《華盛頓郵報》、《彭博商業周刊》、《芝加哥論壇報》、《三藩市紀事報》、《澳洲人報》、《維基新聞》、亞洲新聞台およびカタール半島テレビ。

### 政府の対応
当日午後6時半ごろ、遊行隊列の最後尾がまだ添馬艦政府総部に到着していない時点で、政務司司長林鄭月娥と教育局局長吳克儉が記者会見を開き、政府は幅広く参加する委員会を設立し、今後3年間の推進期間で意見を収集すると表明した。行政長官梁振英は遊行翌日（2012年7月30日）に、教育局教材の「当代国情」部分を公開して市民の監督を受け入れると表明した。しかし教育局は教材の完成は8月末になると述べた。

### 主催団体の反応
学民思潮および国民教育保護親の会は、政府の委員会には参加せず、「狼と踊らない」と明言し、さらに政府による教材公開は目くらましの意図があると非難した。學民思潮は、参加することはこの科目の推進を認めることに等しいとも述べた。
政府が德育及国民教育科の撤回を依然として拒否したため、学民思潮は7月30日に記者会見を開き、「全民行動、十区街站、署名収集」を開始すると発表。8月5日から8日間、全港各区に街站を設置し、市民が署名して科目撤回を求める署名運動を行った（この活動には国民教育保護親の会および大専行動も参加）。さらに學民思潮と教協は、最終期限を9月3日と定め、政府がこの期限までに撤回しない場合、全港の学生罷課や教師罷教を含む追加行動を検討すると述べた。しかし學民思潮は、罷課は最後の手段であり、発動は望んでいないと強調した。この街站行動には20万人が署名に参加し、最終的に學民思潮は8月30日に行動を拡大し、「埋単計数、課程撤回、政総占拠」を開始、10日間占拠を継続、ピーク時には12万人が参加した。
国民教育保護親の会は、「全面罷課」については慎重であるものの、教師による德育及国民教育科の罷教は支持すると表明。またFacebookで、今回の遊行は非常に感動的で、多くの国際メディアに報道されたと述べた：「香港の高官たちよ、あなたたちの教育に対する無知は、『国民教育』と『公民教育』がまったく異なることを理解しておらず、国際的な笑いものになっている。」

### 学界の反応
学者梁亦華は、国情教材事件に端を発した遊行は、教材そのものの内容への市民の懸念を反映するだけでなく、政府が国民教育を推進する際に「学術の自由」や「自由市場」が教育以外の政治目的に悪用される可能性に対する市民の警戒心も表していると指摘した。

## 参考資料
1. ↑  國民教育家長關注組. “魔鬼在細節裏”. 2005年4月8日時点のオリジナルよりアーカイブ。2012年7月31日閲覧。
2. ↑  黃國鉅. “國民教育，錯在「國民」”. 2019年6月2日時点のオリジナルよりアーカイブ。2012年8月3日閲覧。
3. ↑  香港大學民意研究計劃（《蘋果日報》委託） (2012年7月24日至7月25日 エラー: 日付が正しく記入されていません。（説明）). “國民教育民意調查”. 2012年7月30日時点のオリジナルよりアーカイブ。2012年8月3日閲覧。
4. ↑  “9萬人上街未喝停「洗腦」”. 《明報》. (2012年7月31日).  オリジナルの2013年1月7日時点におけるアーカイブ。 2012年8月3日閲覧。 {{cite news}}: 不明な引数|deadurl=は無視されます。（もしかして：|url-status=） (説明)⚠
5. ↑  “ネットユーザーがGoogleで今回の遊行に関する国際ニュースを検索”. 2016年6月3日時点のオリジナルよりアーカイブ。2012年7月31日閲覧。
6. ↑  “Protests Over China’s Curriculum Plans for Hong Kong - The New York Times”. 2023年2月1日時点のオリジナルよりアーカイブ。2022年12月8日閲覧。
7. ↑  “成千上万香港民众抗议国民教育课程 - BBC News 中文”. 2022年2月28日時点のオリジナルよりアーカイブ。2022年12月8日閲覧。
8. ↑  “Thousands in Hong Kong education protest | Financial Times”. 2021年10月26日時点のオリジナルよりアーカイブ。2022年12月8日閲覧。
9. ↑  “'National education' raises furor in Hong Kong | CNN”. 2023年2月10日時点のオリジナルよりアーカイブ。2022年12月8日閲覧。
10. ↑  “Hong Kong protesters oppose "propaganda" education plan | Reuters”. 2020年1月10日時点のオリジナルよりアーカイブ。2022年12月8日閲覧。
11. ↑  “存档副本”. 2019年9月1日時点のオリジナルよりアーカイブ。2019年10月20日閲覧。
12. ↑  “香港抗议家长：害怕对孩子的文化荼毒”. DW. (2012年7月30日).  オリジナルの2022年2月20日時点におけるアーカイブ。 2022年2月20日閲覧。 {{cite news}}: 不明な引数|dead-url=は無視されます。（もしかして：|url-status=） (説明)⚠
13. ↑  “香港12萬人集會反國民教育”. 自由亞洲電台. (2012年9月7日).  オリジナルの2022年2月20日時点におけるアーカイブ。 2022年2月20日閲覧。 {{cite news}}: 不明な引数|dead-url=は無視されます。（もしかして：|url-status=） (説明)⚠
14. ↑  國民教育家長關注組. “近況”. 2014年10月21日時点のオリジナルよりアーカイブ。2012年7月31日閲覧。 “香港的高官，你們對教育的無知，不懂「國民教育」與「公民教育」截然不同，快成國際笑話了。”
15. ↑  梁亦華 (2012年8月8日). “國情教材的扭曲邏輯”.   《信報》財經新聞，A19，時事評論. Template:Cite webの呼び出しエラー：引数 accessdate は必須です。